# Kloster Unserer Lieben Frau zu Feuchtwangen

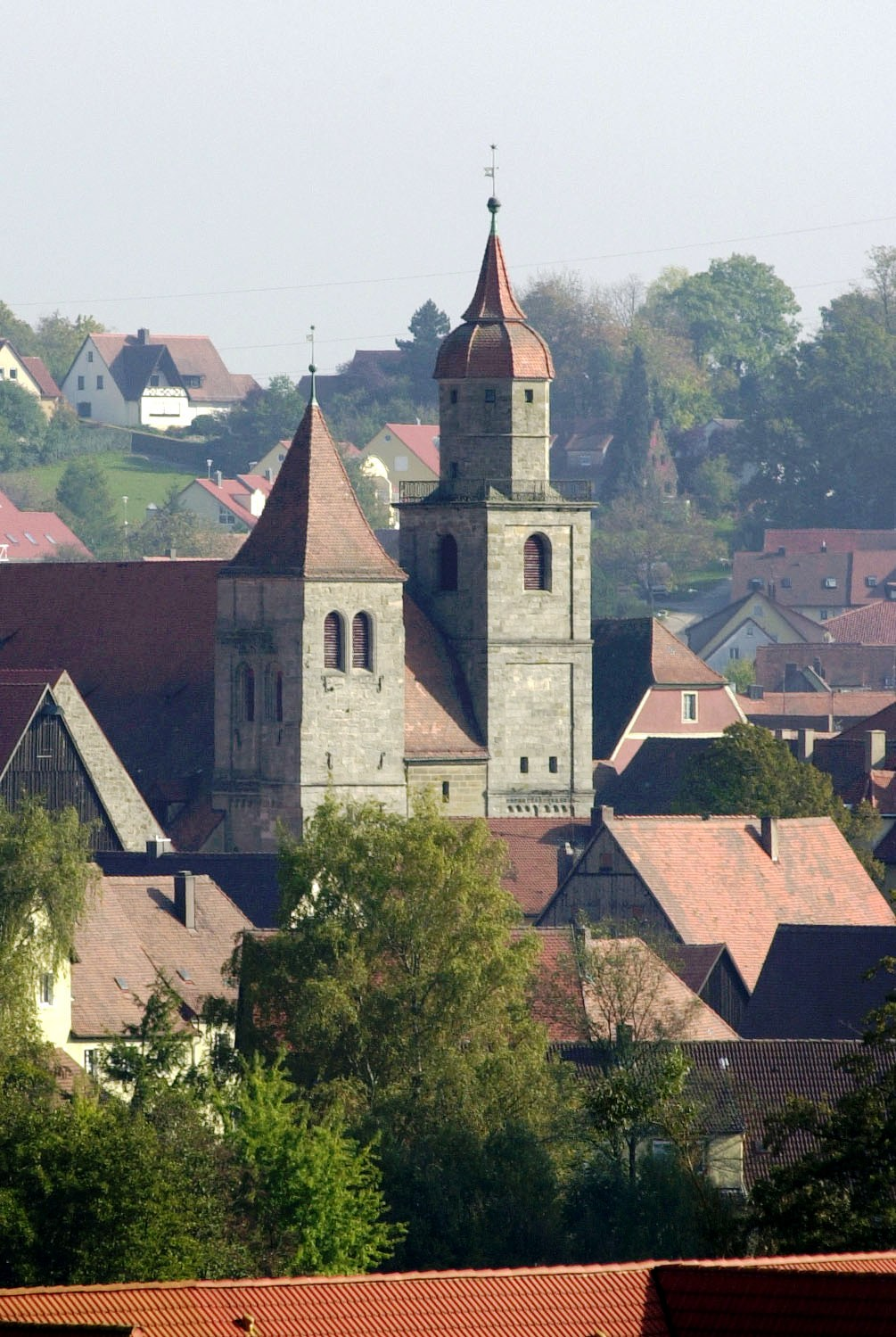
Ehemalige Stiftskirche in Feuchtwangen

Das Kloster des hl. Erlösers bzw. das Kollegiatstift Unserer Lieben Frau zu Feuchtwangen ist ein ehemaliges Kloster bzw. Kollegiatstift in Feuchtwangen in Bayern in der Diözese Augsburg. Die Stiftskirche dient seit der Reformation als Pfarrkirche der evangelisch-lutherischen Kirchengemeinde.

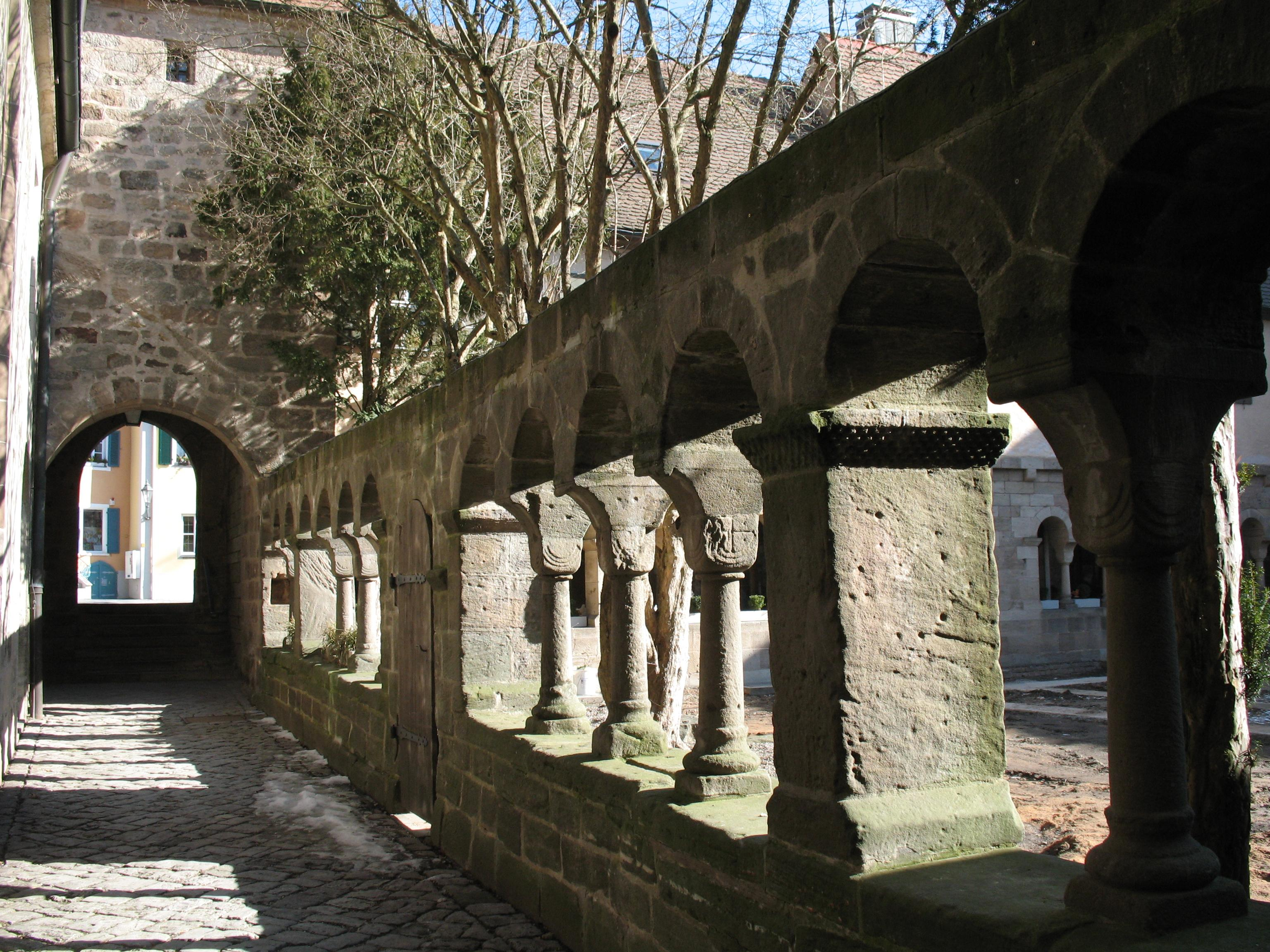
Kreuzgang

## Geschichte

### Gründung
Zur Entstehung gibt es unterschiedliche Thesen und teilweise widersprüchliche Schriftsätze. Zum oft angegebenen Gründungsdaten 817 oder 816 ist zu bemerken, dass die Versammlung in Aachen längere Zeit dauerte (816, über den Jahreswechsel) und dass damals in den Kanzleien unterschiedliche Kalender verwendet wurden (Hochneujahr). Urkundlich geht die Erwähnung des Benediktinerklosters auf die notitia de servitio monasteriorum zurück, in der Feuchtwangen (Fruhelinwanc, Fiuhctinwanc) 818/19 als mittelbegütert genannt wird. Aus diesem Grund feiert die Stadt offiziell im Jahr 2019 das 1200-jährige Jubiläum.
Der Legende nach hielt sich Karl der Große zum Jagen im Gebiet des heutigen Feuchtwangen auf. Die Sage vom Taubenbrünnlein erzählt, wie Karl nachdem er nach dem er im Wald sein Gefolge verloren hatte und durstig war nach dem er eine Taube wegfliegen sah eine Stelle fand, an welcher er trinken konnte. Kurz darauf fand er sein Gefolge wieder und gründete an jene Stelle, an welcher er trinken konnte das Kloster in Feuchtwangen. Nicht weit entfernt von Kloster steht heute ein Brunnen, welcher an den Gründungsmythos erinnert. Auf dem Brunnen steht geschrieben:

„Kaiser Karl der Große, gestorben 814, jagte wenige Jahre vor seinem Tode in hiesiger Gegend. Er verirrte sich im Walde und wurde von heftigem Durste gepeinigt. Da sah er eine Taube auffliegen, und diesem Platze zueilend kam er zur Quelle dieses Brünnleins. Neugestärkt fand ihn sein Jagdgefolge bald wieder, und aus Dankbarkeit gegen Gott baute er in der Nähe der Quelle eine Kirche und Kloster, wodurch er auch Gründer der Stadt Feuchtwangen wurde.“

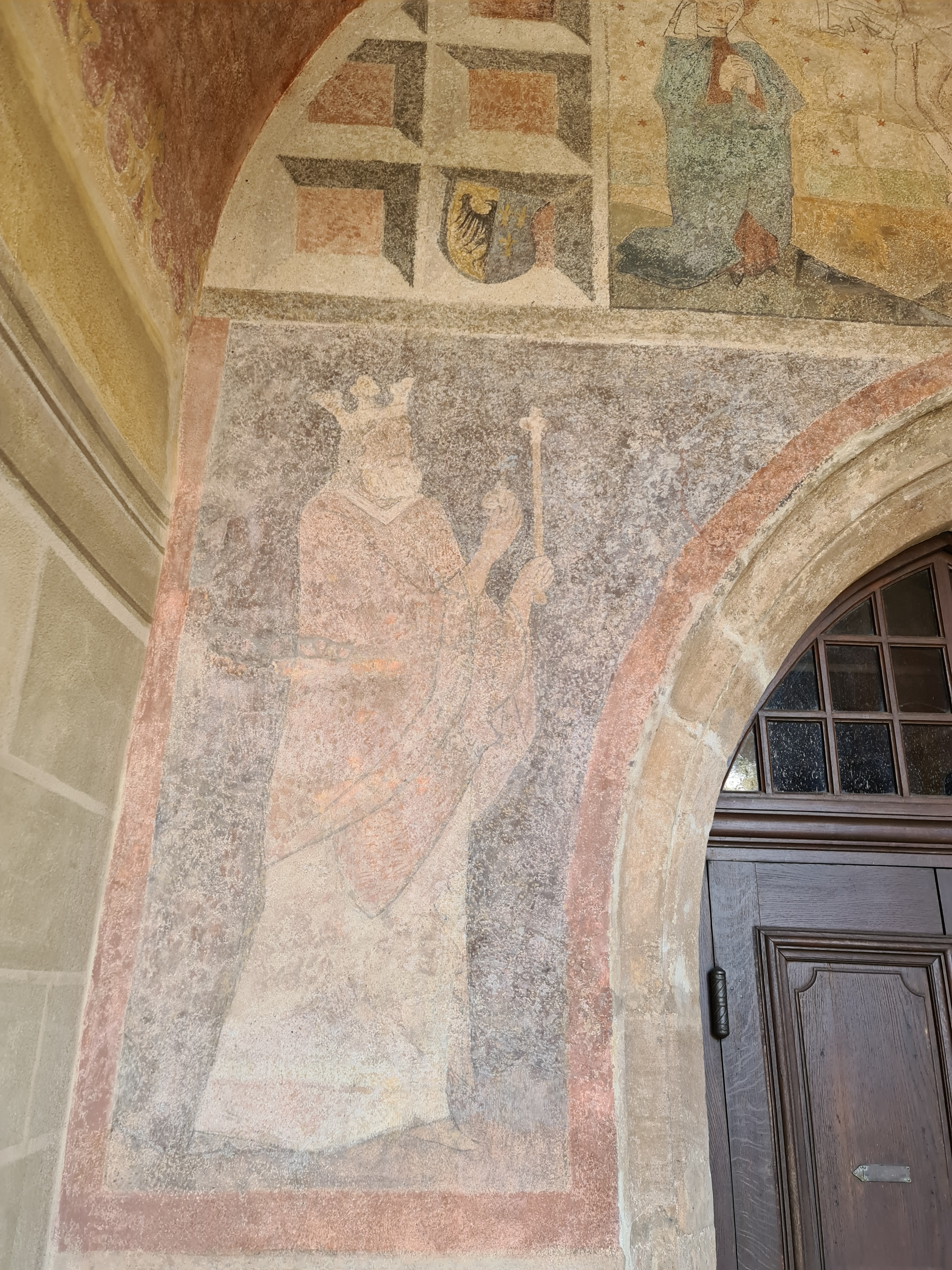
Karl der Große am Portal der Klosterkirche

Der immer herangezogene Könighof ist bisher für Feuchtwangen in keiner Weise belegt und nachgewiesen. Hier wird vergessen, dass Reichsklöster einem Königshof bzw. einer -pfalz gleichgesetzt waren. Die Sulzach-Furt, heute noch an der Stadtmühle erkennbar, auf die der Altweg (als dessen Nachfolger von der Höhe über die Straßen Brezenberg, Jahnstraße, Postgasse und Untere Torstraße verlaufend) direkt zugeht und den ehemaligen Klosterbereich vormals durchschnitt, war sicher ein Hauptgrund, hier eine Siedlung bei der Festigung der fränkischen Landnahme anzulegen. Professor D. Hauck sagt in seiner Kirchengeschichte: „Bischof Hariolf von Langres gründete in der letzten Zeit Pippins (741 – 768) an der schwäbisch-fränkischen Grenze das Kloster Ellwangen. Etwas jünger ist das benachbarte Feuchtwangen.“ Der Ursprung desselben unter Karl dem Großen sei ziemlich sicher. Und in der zweiten Aussage seines Werkes schreibt Hauck bei Aufzählung von Klöstern: „Feuchtwangen 768 St. Martin“, hierzu fehlen allerdings die Belegnachweise. Geht man vom Patrozinium St. Martin, dem Schutzpatron des Frankenreiches, aus, so ist es bemerkenswert, dass sich das Patrozinium in St. Salvator änderte. St. Salvator ist der Schutzheilige des Klosters Tegernsee (das sich aber ab 804 in Quirinus von Tegernsee geändert haben soll). Hier stellt sich die Frage, ob die Tegernseer Mönche um Dekan Wigo und den gelehrten Mönch Fromund dieses Patrozinium mitbrachten, das erst um das Jahr 1000 genannt wird. Sicher ist, dass das Kloster im gleichen Zuge wie Ansbach (gegründet 748) und Herrieden (gegründet 783) entstand.

### Benediktiner
Das St. Salvator geweihte Benediktiner-Kloster wurde vor 817 als grundherrliche Stiftung gegründet. Später kam es in königlichen Besitz und wurde Reichsabtei, die bereits bei der ersten urkundlichen Erwähnung (817) als mittelbegütert eingestuft ist. 817 berief Kaiser Ludwig der Fromme (814–840) die Äbte der Reichsklöster nach Aachen. Mit dieser Zusammenkunft und ihrer schriftlichen Erwähnung im Kapitulare der Reichssynode in Aachen vom 10. Juli 817 tritt Feuchtwangen aus dem Dunkel der Geschichte. Es kam am 10. Juli 817 ein umfassender Beschluss zu Stande. Durch ihn werden auch die Verpflichtungen der Klöster gegen das Reich geregelt. Die Reichen mussten Steuern und Kriegsdienste leisten, die Mittelbegüterten, zu denen auch Fiuchtingwank gehörte, nur Steuern, während die Armen nur für den Kaiser und das Reich beten sollten. Als zweite Nennung sind Gozbert und Wigrat als hiesige Feuchtwanger Äbte im Reichenauer Verbrüderungsbuch, angelegt in den Jahren 820–824, genannt. Bis zum Ende des 10. Jahrhunderts schweigen die schriftlichen Quellen. Das Reichskloster kam in diesem langen Zeitraum als Eigenkloster in die Hand des Bischofs von Augsburg, Feuchtwangen ist die nördlichste Pfarrei bzw. das Kloster dieses Bistums und der Hl. Ulrich hat es mehrfach persönlich visitiert. Später war das Klosterleben, wohl durch die Ungarneinfälle, im Niedergang begriffen. Es lebten nur noch wenige alte Mönche in der Abtei. Durch den Abt Gozbert von Tegernsee wurden Tegernseer Mönche entsandt, um es wiederzubeleben. Dieses geschah vermutlich auf Bitte des Bischofs Luitold von Augsburg. Der Dekan Wigo machte sich 991 mit mehreren Brüdern auf den Weg nach Feuchtwangen, um das Leben im Kloster wieder in die rechten Bahnen zu bringen. Die katastrophalen Zustände im Kloster beschreiben 16 Briefe des gelehrten Mönchs Froumund und seines Dekans Wigo aus den Jahren 991 bis 995. Diese Briefe sind unter anderen an den Bischof Luitold von Augsburg, Königin Adelheid, den Bayernherzog Heinrich und an einen Grafen E. (Graf Eberhard V. von Egisheim) gerichtet. Aus den Briefen ist zu lesen, dass das Kloster zu jener Zeit über nicht geringen Landbesitz verfügte. Eines Jahres wurden 60 Morgen Getreidesaat durch die Winterkälte vernichtet. Es gab einen Pferde-, einen Rinder-, einen Ziegen- und einen Schweinehirten. Im Kloster waren zwei Köche, von denen der eine für Holz, der andere für Gemüse zu sorgen hatte, Schuhmacher, Wäscher, Bierbräuer. Andere waren mit der Ausbesserung der Gebäude beschäftigt. Demnach war ein großer Hausstand vorhanden.
Andererseits geben die Briefe auch ein Bild der dürftigen Lebenshaltung jener Zeit. Die Klosterkirche hatte keine Fensterverglasung, so dass im Sommer die Vögel durch das Gotteshaus flogen und im Winter der Schnee hereingeweht wurde. Auch die Kerzen schmolzen durch den Luftzug herab. Bischof Liutolf wird um leinene Tücher gebeten, um die Fenster verhängen zu können. Auch Eisen soll er schicken, damit der Schmied die Ackergeräte ausbessern könne. Über verschiedene andere Mängel und Nöte ist in den Briefen geklagt, besonders aber auch über die Feindschaft, welche die Umwohner dem Kloster und seinen Insassen entgegenbrachten. Freie wie Hörige ließen es an Achtung fehlen. Am schlimmsten aber trieb es der Sohn eines gewissen Richard, der nicht nur den Mönchen heimlich oder öffentlich ihren einzigen Weiher ausfischte, sondern auch, als ihm die Einwohner die Mithilfe versagten, Leute aus dem Schwäbischen herbeiholte, die mit ihren Rossen die Klosterwiesen abweiden mussten. Da gab es manchmal Not, wie damals als das Kloster wegen der nahenden Osterzeit sich an Herzog Heinrich von Bayern wenden musste, damit dieser ihm aus seinen westlich von Dinkelsbühl und bei Crailsheim gelegenen Weihern Fische schenkte. Bei alledem ging auch die wissenschaftliche Arbeit im Kloster nicht aus. Der Scholastikus (Schulvorsteher) Froumund unterrichtete junge Leute, die das klösterliche Leben erwählten, und trieb selbst seine gelehrten Studien.
Ihren Auftrag dürften Wigo, Froumund und ihre Mitbrüder 1002 beendet haben und in ihr Heimatkloster zurückgekehrt sein, wo sie verstarben. Dicht untereinanderstehend sind ihre Namen im Verbrüderungsbuch von St. Peter in Salzburg, angelegt im Jahr 1004, verzeichnet.
Die Gegend um Feuchtwangen war seit alters her „Grenzgebiet“, stoßen doch beim nahen Weinberg die alten karolingischen Gaue Sualafeld, Rangau und Maulachgau hier an einem Stein aufeinander, welcher in der Dorfordnung von 1433 und 1500 noch belegt ist. Hier ist zugleich der Grenzpunkt, an dem die drei Bistümer Augsburg, Eichstätt und Bamberg (bis 1817: Würzburg) aufeinanderstoßen: die Weinberger Glocke ist in drei Bistümern zu hören. Sicher war durch die Lage der Zugriff auf das Gebiet durch den Augsburger Bischof damals interessant.

### Chorherren
Spätestens 1197 war das Kloster in ein Säkularkanonikerstift umgewandelt worden, da in diesem Jahr erstmals ein Propst urkundlich benannt wird. Die Augustiner-Chorherren waren keine Mönche, sondern Regular-Kanoniker und lebten in eigenen Häusern, verrichteten aber gemeinsam ihre Chorgebete in der ehemaligen Kloster- bzw. ihrer Stiftskirche.
Die Verschuldung stieg durch die Jahrhunderte aufs Höchste an, wie aus einem Schreiben des Bischofs Burkhart von Augsburg vom Dezember 1374 zu ersehen ist. Der Bischof ordnete an, dass eigene Verwalter für die Gefälle des Stifts aufgestellt werden sollten, die die Einkünfte sammeln, die Ausgaben bestreiten, Schulden abtragen und den Rest unter den Kanonikern verteilen mussten. Er übertrug am 6. November 1376 aber die Pflege des Stifts dem Burggrafen Friedrich V. von Nürnberg auf vier Jahre. Dieser sollte Ordnung in das Schuldenwesen bringen, was durch Verkauf von Grundstücken auch zustande kam. Aus dieser Pflege wurde jedoch eine Schirmvogtei, wie denn bereits 1378 das Stift den Burggrafen Pfleger und Schirmer nennt. Ja Friedrich VI. ließ sich 1407 sogar den Huldigungseid schwören. So kam das Stift in immer größere Abhängigkeit von den Burggrafen und den späteren Markgrafen von Ansbach.
Was die inneren Verhältnisse des Stiftes anlage, so ist darüber folgendes zu bemerken:
Es bestanden elf Stellen (Pfründen) für Kanoniker und eine Pfründe für den Probst, den das Stift – altem Herkommen gemäß – aus den Augsburger Domherren wählte. Der Probst, der an der Spitze des Kapitels stand, hatte aber in den Angelegenheiten des Stiftes nicht das Geringste zu sagen. Sein Pfründeeinkommen war zudem so gering, dass es vom Probste Beringer Hel und dann von seinen Nachfolgern um 44 Gulden dem Stift überlassen wurde. Die eigentliche Leitung des Stifts hatte der Dekan, dem der Kuster, der Aufseher auf die Stiftskirche und Verwalter der Einkünfte, sowie der Scholastikus, der Aufseher über die studierenden Stiftsherren, den Rektor und die Schüler, zur Seite standen. Ein Chorherr war Stiftsamtmann, der über die Rechte und Freiheiten des Stifts zu wachen und die Gerichtsbarkeit über die Untertanen auszuüben hatte. Angeblich wurde diese Gerichtsbarkeit dem Stift durch Otto IV. im Jahre 1208 verliehen. Aber die Echtheit der betreffenden Urkunde wird angezweifelt. Der Stiftsamtmann hatte das Gericht in der im Klosterbau befindlichen Kapitelsstube über Beleidigungen, Körperverletzungen (leichterer Art, denn die schweren, vor allem die mit Todesfolge unterlagen der Gerichtsbarkeit des Reichsvogts) und andere Streitigkeiten zu halten, wobei dasselbe zur Hälfte mit vogtbaren, zur Hälfte mit unvogtbaren Lehenshintersassen als Schöffen besetzt war. Ferner hatte der Stiftsamtmann die Stiftsgüter zu bereisen und zu besichtigen, zu welchem Zweck ihm ein Pferd und ein bewaffneter Knecht gehalten wurde. Das Stiftsamt war also ein eigenes Amt und von der Vogtei unterschieden. Es hatte zwei Amtsbauern, die jährlich aus den unvogtbaren stiftischen Untertanen gewählt wurden, dann vier Viertelmeister, die neben den Amtsbauern die unvogtbaren stiftischen Untertanen die dem Stift reiß- und steuerbaren Leute, so oft not war, aufmahnen und erfordern mussten. Es musste seine eigene Anzahl Reißwagen, Pferde und Kriegsleute stellen. Die Streitigkeiten wegen lehnbarer Güter wurde ohne den Vogt beim Stift ausgemacht. Alles wurde von altersher nicht vor dem Vogt oder Amtmann, sondern vor dem Stift und später vor dem Verwalter gehandelt, auch Teilungen und Rinderrechnungen der unvogtbaren Angehörigen. Stiftsamtmann sowie die drei anderen Würdenträger wurden vom Kapitel gewählt.
Außer den Pfründen für die Kanoniker bestanden bei dem Stift von Altersher Vikarien für untergeordnete Priester, die den Chordienst mitzuversehen hatten. Nach einer Aufschreibung vom 2. Januar 1500 bestanden damals noch 11. Es waren folgende.
1. Vikarie der Frühmesse am Hochaltar. Sie besaß in der 2. Hälfte des 14. Jahrhunderts Güter in Aichenzell. (Feuchtwanger Kopialbuch)

2. Vikarie der h. Zwölfboten. Am 22. Juni 1422 „wird zu der h. zwölfboten gewidempten Altar“ eine Wismat zu Gütingen gegeben.

3. Vikarie der h. Katharina.

4. Vikarie Unsere Frau, des h. Antonius und Blasius. Nach einer Urkunde (in München) vom 23. Februar 1398 gehört zu dieser Vikarie und neuem Altar, im Münster an dem Pfeiler zu der rechten Hand gelegen", eine halbe Hofreit in Feuchtwangen.

5. Vikarie der h. drei Könige.

6. Vikarie des h. Nikolaus und Leonhard. Sie hatte nach einer Urkunde vom 26. September 1371 (in München) ein Gut in Zumhaus, sowie eins in Dorfgütingen.

7. Vikarie des h. Martinus.

8. Vikarie des h. Kaiser Karl. Sie wurde am 16. November 1334 von Rabeno, Truchseß zu Wilburgstetten, Kustos zu Feuchtwang, gestiftet und mit Gefällen aus Feuchtwangen, Aichenzell, Herrnschallbach, Zehdorf, Bernau, Oberahorn, Freimannsberg (ein abgegangener Ort bei Feuchtwangen) und Breitenthann begabt, die er kurz zuvor aus eigenen Mitteln von Ritter Heinrich von Dürrwangen erkauft hatte.

9. Vikarie der h. Elisabeth. Im Jahre 1429 ist Kunrat Kon Vikarier dieses Altars.

10. Vikarie des h. Kreuzes. Wird 1457 urkundlich erwähnt.

11. Vikarie des h. Apostels Paulus u. Petrus auf dem Gottesacker (zwischen den Kirchen) in der St. Peterskapelle (jetzt der sogen. Kasten), in capella St. Petri super ossa murtuorum, auch Vikarie im Kernter (carnarium, Beinhaus, Aufbewahrungsort der Totengebeine) genannt. Auch diese Vikarie ist von Rabeno, Truchseß zu Wilburgstetten gestiftet, der sie um 1333 mit dem halben Zehenten zu Banzenweiler und dem halben Zehenten zu Kaltenbronn samt Gütern zu Heilbronn begabte. Walther von Stein, Probst zu Feuchtwangen, der dessen Probstei diese Zehenten und Güter zu Lehen gingen, sicherte durch Urkunde vom 2. Dezember 1333 die Belehnung für immer zu. Rabeno machte, als er schon Dompropst in Eichstätt war, noch eine Zustiftung mit einem Zehentteil in Kienhart, Gütern in Schalbach und eine Wiese bei Esbach, alles Lehen der Probstei, die der Probst Walther von Bopfingen am 6. November 1359 (Urk. in München) der Vikarie eignete.

Abgegangen sind die Vikarie St. Ulrichs, die 1402 noch genannte St. Michaels und die 1464 erwähnte St. Sebastian und St. Sigmund, die damals als „neue Vikarie“ bezeichnet wurden. (Feuchtw. Kop. Buch in Nürnberg).

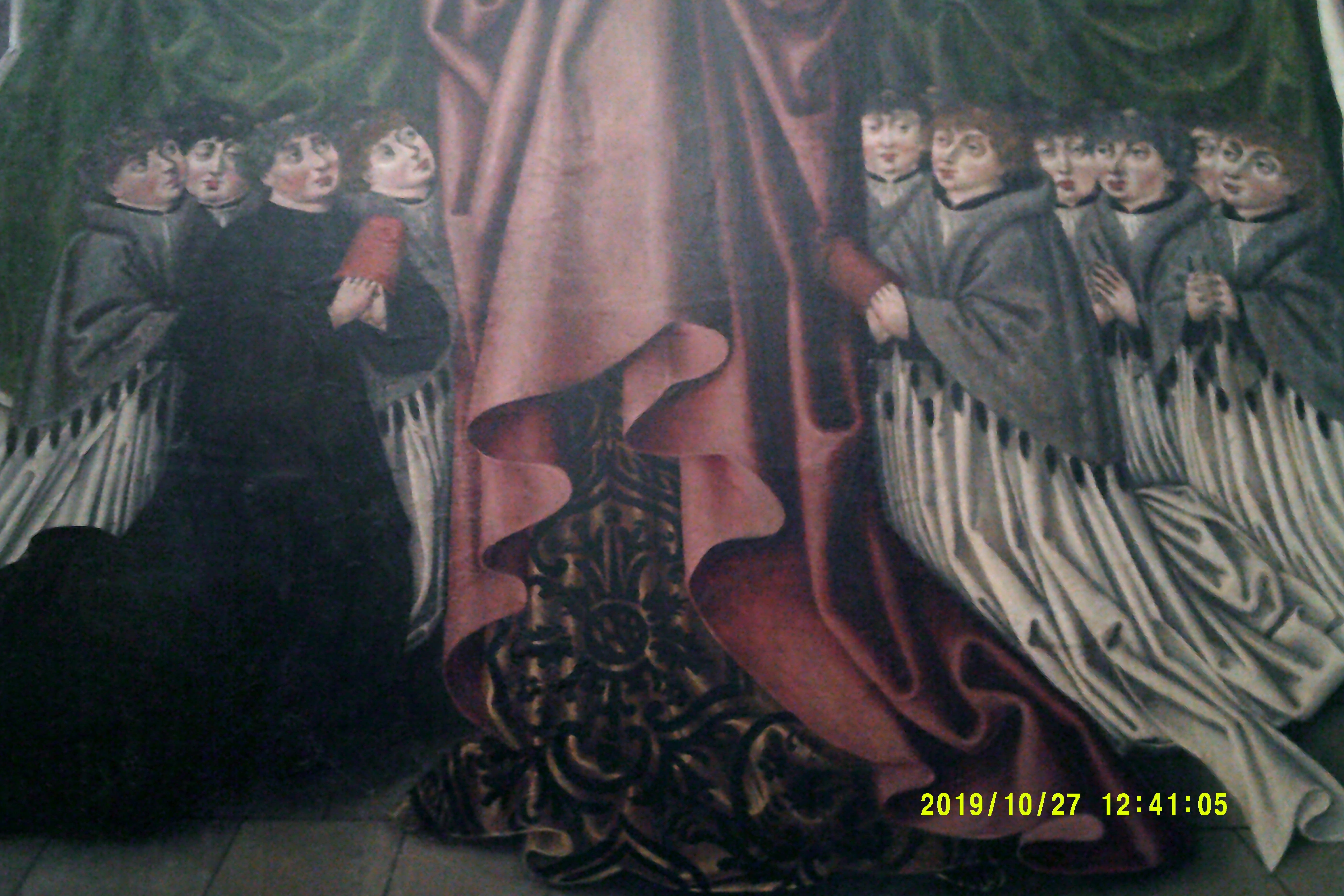
Marienaltar im Chor der Stiftskirche, Rückseite: die Chorherren mit dem Probst

Nach  altem Herkommen trugen die Kanoniker ein weißes, faltenreiches Gewand, darüber ein graues Mäntelchen, das unten mit 17 Quasten besetzt war, und Pelzmützen, die bei den Chorherrn von feinen Pelzen hergestellt waren, während den Vikariern nur Kappen von Schaf- oder Lammfellen gestattet wurden. Die Namen von siebzehn Stiftspröbsten sind bekannt.
1. Hainrich von Fiuchtwang ist Urkundszeuge 1197.

2. Lupoldus, Probst in Fuchtewank, Domherr zu Würzburg, 1256 Zeuge für Kloster Auhausen an der Wernitz.

3. Rudolf von Hürnheim, Zeuge 1274 und 1277, ist noch zwischen 1309 und 1318 Probst.

4. Kunrat, Graf von Oettingen, genannt 1318 und 1323.

5. Walther vom Stein gibt 1333 Lehengüter um Feuchtwangen zur neugestifteten Vikarie St. Peter und Paul über den Totengebeinen (dem Kärnter).

6. Walther von Bopfingen, 1332 und 1334 als Chorherr von Feuchtwangen genannt, ist 1359 Probst und stiftete in diesem Jahre ebenfalls zur genannten Vikarie.

7. Kunrad Rüß 1360 bis 1376

8. Otto von Suntheim 1376 bis 1385

9. Beringer Hel 1425 bis 1435

10. Johannes Kautsch 1435.

11. Friederich Pflanz schwört auf am 9. März 1439.

Während bisher das Stiftskapitel seine Pröbste aus den Augsburger Domherren wählte, verlieh Papst Eugen IV. am 5. Februar 1446 dem Markgrafen Albrecht Achilles und seinen Erben das Vorschlagsrecht zu den Probsteien Ansbach und Feuchtwangen nebst zwei Kanonikern an jeder dieser Kirchen.
12. Leonhard Gessel schwört auf 1447 und stirbt 1465.

13. Karl von Seckendorf, vom Markgrafen von Brandenburg dem Augsburger Bischof vorgeschlagen, beschwört 1466 die Statuten des Stifts.

14. Johannes Horn 1472 bis 1483.

15. Georg von Schauenberg 1483 bis 1487.

16. Georg von Kindsberg, Domherr von Regensburg, lebte in Rom als vertrauter Freund und beständiger Tischgenosse des berüchtigten Papstes Alexander VI. 1487 bis 1494.

17. Johannes Knorz, Kanoniker von Herrieden, verpflichtet sich 1494 und ist wahrscheinlich im Jahre 1540 gestorben als letzter katholischer Probst.

### Reliquien
Das Stift war reich begütert mit Reliquien und war so glücklich, angeblich einen Nagel vom Kreuz Jesu zu besitzen. Jährlich am Himmelfahrtstag wurde ein Reliquienfest gefeiert, wobei man ihn in seiner goldenen Kapsel mit den übrigen Reliquien, worunter auch ein Dorn von der Dornenkrone Christi und ein Stück von dem Gürtel der Jungfrau Maria war, dem, auf den Knien liegenden Volke zeigte und Indulgenzen ertheilte, ehe noch Papst Innocenz 1353 das Fest des Speeres und der Nägel anordnete. Ursprünglich war der Aufbewahrungsort das Reliquiarium im Kloster, heute noch erkennbar über der Treppe vom Marktplatz hinunter in den Kreuzgang. Die Heiltümer wurden ursprünglich von dort auf einer Empore dem in der Kirche versammelten Volk gezeigt. Später wuchs der Schatz so immens an, dass ein eigenes Gebäude errichtet wurde, es befindet sich auf dem Kirchplatz direkt gegenüber dem Westportal der Stiftkirche (Am Kirchplatz 1, jetzt vom Diakonischen Werk/Inneren Mission genutzt). Der Nagel vom Kreuz war so bedeutend, dass er sich im Siegel des Stiftes zeigt.
Das Stift gewann über die Jahrhunderte mehr und mehr an Umfang und es besaß bald, außer der Stifts-, der Johannis- und Peters-Kirche mehrere größere und kleinere Kapellen. Nahe der Stadt vor dem oberen Tor befand sich die Kapelle St. Jodokus oder St. Jos und Nikolai apud leprosos, bei den Aussätzigen. Sie stand da, wo sich ehedem die Wirtschaft zum Grünen Baum befand und wurde im Jahre 1464 durch den Augsburger Suffragan geweiht und durch Papst Pius II. (1464 – 1471) mit Ablass versehen worden sein.
Des Weiteren die Kapelle der Spitalstiftung (heilig Geist-Kapelle), der St. Michaels-Kapelle auf dem Berge (Königshöhe), der St. Peter und Pauls-Kapelle auf dem Spitzenberg. Ferner waren 28 Gebäude in der Stadt, welche von Chorherren, Vicarien und anderen zum Stiftsverbande gehörenden Personen bewohnt wurden dem Stift zugehörig, 16 Bürger der Stadt standen mit ihren Familien und Zugehörigen unter seiner Grundsteuer und Gerichtsbarkeit. Lehngüter hatte das Stift fast in allen umliegenden Orten.

### Stift und Stadt
Bereits Im Jahr 1241 war Feuchtwangen Reichsstadt (Reichssteuermartikel: 64. Item de Fuhtwangen XX mr). Von da an bestand Feuchtwangen aus zwei Gemeinwesen: der königlichen Reichsstadt südlich der Linie Untere Torstraße und Postgasse und dem Stift nördlich davon, wobei das Viertel Postgasse/Museumsstraße-Spitzenberg/Spitalstraße noch dem Stift zuzurechnen wäre. Die „reine“ Reichsstadt nahm nur etwas über ein Drittel des von der Stadtmauer umschlossenen Bereichs ein. Das Stift, als Nachfolger des Reichs-/Klosters, hatte bedeutende Rechte in der Stadt, woraus ständige Zwistigkeiten resultierten, da die Stadt sich gänzlich vom Einfluss des Stiftes frei zu machen versuchte.

#### St. Johannis

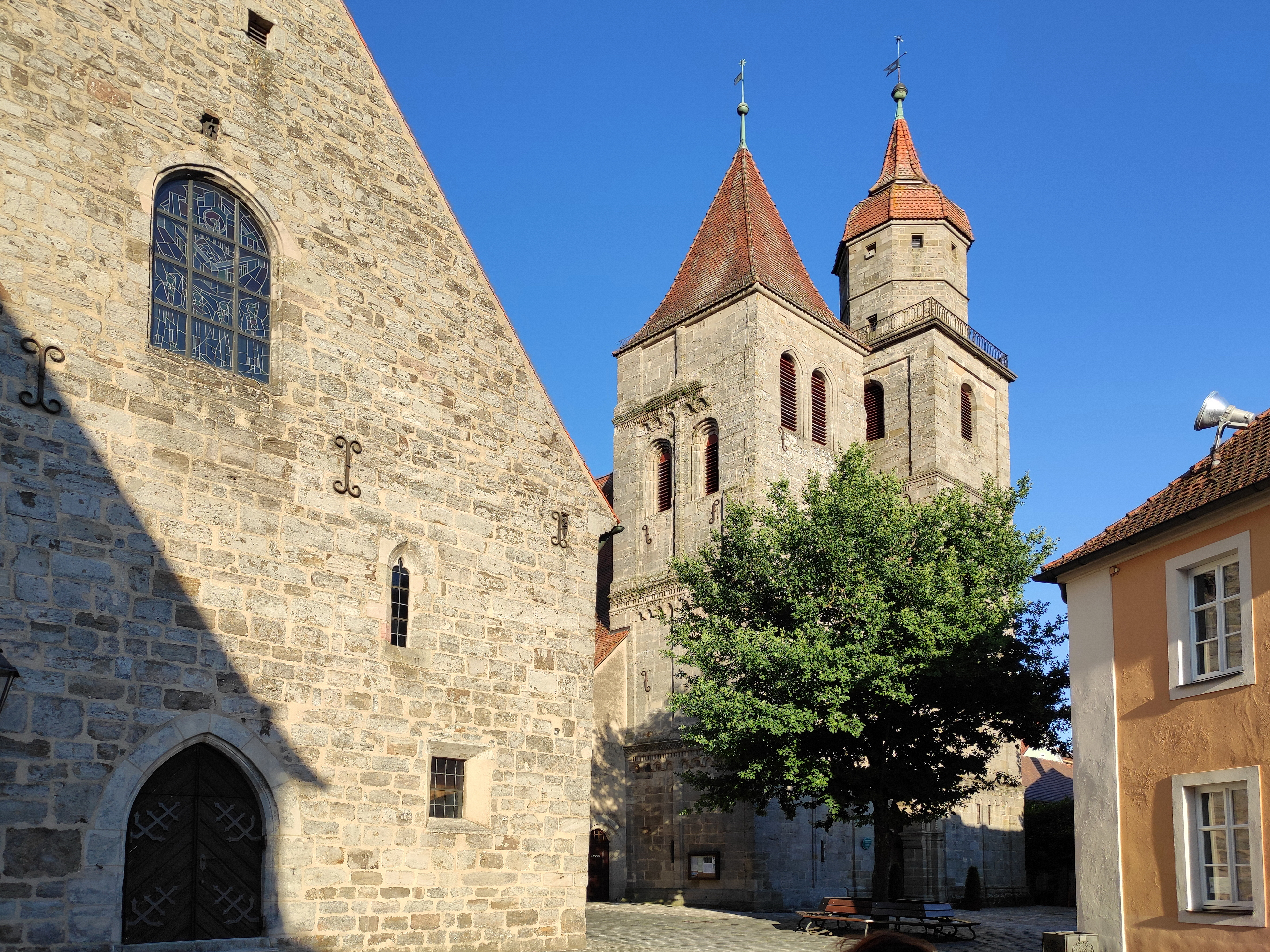
St. Johannis (links) und Stiftskirche (rechts)

In Feuchtwangen bestand die Urpfarrei ‚St. Johannis‘, welche mit bedeutendem Vermögen ausgestattet war, das aber durch die Chorherren in das Vermögen des Stiftes gezogen werden konnte und mit der Auflösung des Stiftes ebenfalls an den Markgrafen von Ansbach fiel. Dieses Patrozinium ist Nachfolger der älteren, abgegangenen St.-Michaels-Kapelle auf der Königshöhe/Michelsberg. In der ‚Mooswiesen-Messe‘ (dem örtlichen Volksfest) Ende September wird immer noch die Kirchweih dieser wahrscheinlich ersten Feuchtwanger Kirche begangen. Am 22. März 1624 wird sie bei Gelegenheit eines Sterbefalls beiläufig erwähnt, sie war das Patrociniumsfest (Kirchweihe) von St. Michael auf dem Berg. Neben der ehem. Stiftskirche steht auf dem Kirchplatz die Pfarrkirche St. Johannis, in ihr steht der gotische Taufstein und das Gestühl für die Kirchenvorstände, dieses ist älter als das der Stiftskirche. Beim Tisch vor dem Fränkischen Museum, der zum Auszahlen des Geldes an der Schranne diente, handelt es sich höchstwahrscheinlich um den romanischen Taufstein aus der Johanniskirche. Beide Kirchen bilden zusammen das bekannte „Vier-Türme-Motiv“ der Stadt.
Die Pfarrkirche St. Johannis ist in Bauteilen älter als die überkommenen romanischen Reste der Stiftkirche. Dieser Kirche war die sogenannte Michaelspflege inkorporiert worden, welche auf die 1533 neu erbaute Friedhofkirche übertragen wurde. Sie geht zurück auf die, auf dem Michelsberge (jetzt Könighöhe) gelegene, abgegangene einstige St. Michealskapelle auf dem Berge. Mit der Mooswiese wird immer noch dem Patrozinium dieser, als ersten Feuchtwanger Kirche angesehenen, Kapelle gedacht.

#### Der Kasten

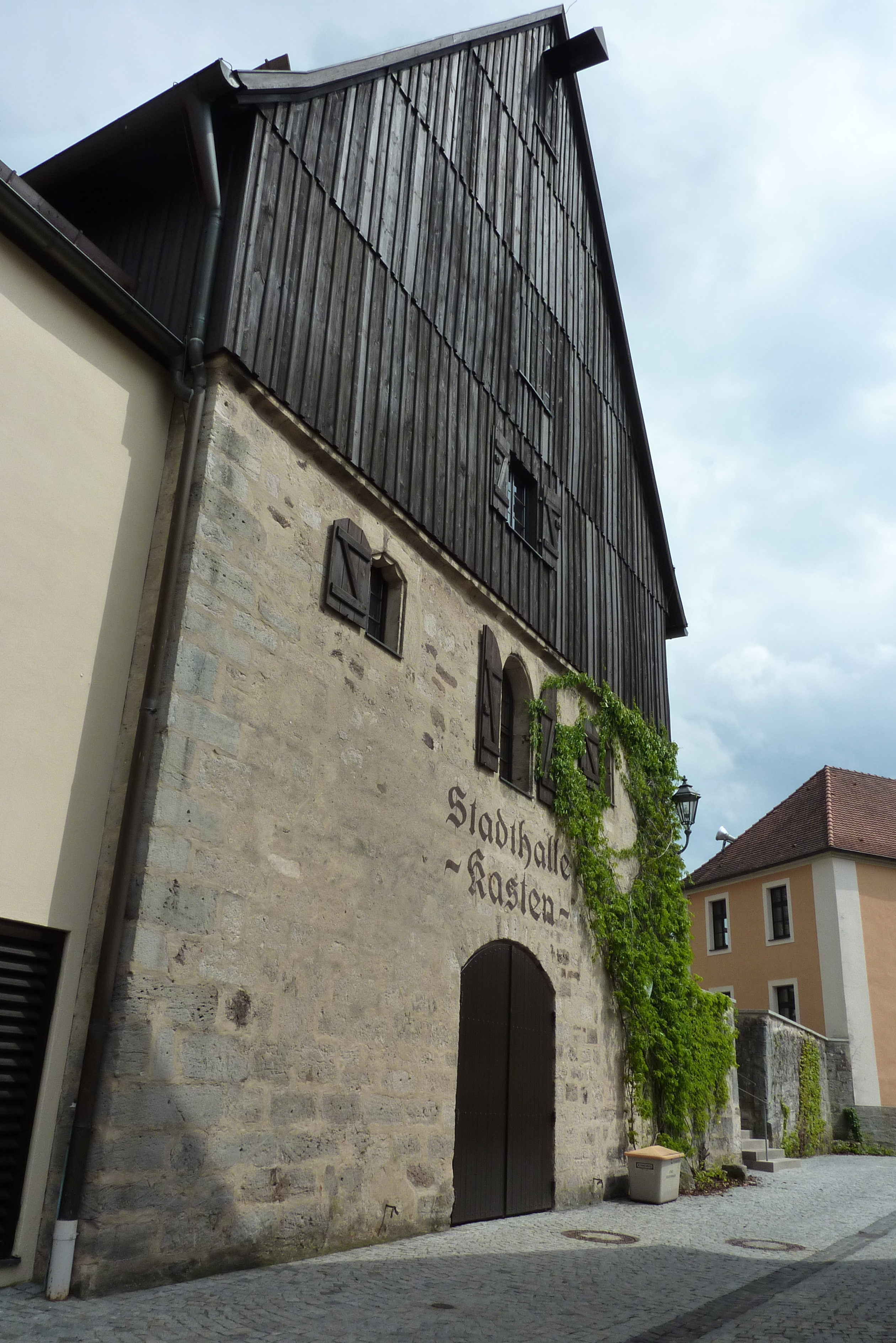
Giebel des Kastens

In der Pfarrei gab es noch ein drittes gottesdienstliches Gebäude, die von Rabeno Truchseß von Wilburgstetten 1333 mit einer Vikarie versehene Kapelle Peter und Paul, jetzt der „Kasten“ geheißen, an der Nordseite der St.-Johannis-Kirche. Zu ihr führte die jetzt noch vorhandene steinerne Treppe. Unter ihr war der Karner (carnarium, Beinhaus). Aus Anlass eines Streites, den der Chorherr und Pfarrer Wolfgang Goldochs mit einem Vikarier wegen Schmälerung der Einkünfte aus dem Kärnter hatte, erfahren wir folgendes: Im Kärnter, dessen jetzt vermauerter Eingang dem jetzigen dritten Pfarrhaus gegenüber war, lagen „der armen Pfarrkinder abgestorbene Gebein“. In ihm befand sich ein dem Hl. Veit und der Hl. Anna geweihter Altar, der zur Pfarrkirche gehörte. Am Tage St. Veits saßen die Pfleger der Pfarre vor dem Karner und nahmen das Opfer ein vor dem Bild. Von dem Geld, das geopfert wurde in den Stock und vor dem Bild, gehörte dem Pfarrer der dritte Pfennig, das andere kam zur fabrica, der Kirchenstiftung. Über dem Karner war ein Altar Peter und Pauls. Diese Borkirche gehörte zum Stift. Am Karfreitag, wenn „die Altäre entblößt sind“, nahm der Stiftsmesner die Gefälle und Opfer ein von Getreid, das da gestiftet wurde vor dem Altar.

### Reformation
Das Stift wurde im Zuge der Reformation 1540 evangelisch und 1563 aufgelöst. Seine Besitzungen fielen an den Markgrafen von Ansbach. Die Stiftskirche stand nach der Aufhebung leer und war ungenutzt. Wegen notorischen Platzmangels in der Pfarrkirche verfügte der Markgraf von Ansbach persönlich (noch vor Ort in Feuchtwangen bei einem Besuch durch Inaugenscheinnahme), die leerstehende „große Kirche“ der Gemeinde zu übergeben, wodurch sie ev. luth. Hauptkirche wurde. Die Stiftsgebäude kamen teils in kommunalen, teils in privaten Besitz.

## Stiftskirche

### Baugeschichte
Die ältesten Teile der heutigen Stiftskirche wurden ab 1197 errichtet, nach Umwandlung des Klosters in ein Kollegiatsstift. Es war eine flach gedeckte dreischiffige Basilika. Erhalten sind von diesem Bau noch die Untergeschosse der Türme und teile des Paradieses.
In der ersten Hälfte des 14. Jahrhunderts wurde der romanische Chor durch den heutigen gotischen ersetzt.
Das Mittelschiff des Langhauses erhielt ein hölzernes Tonnengewölbe, das im 16. Jahrhundert der erhaltenen Kassettendecke weichen musste.
1526 stürzten der Südturm und die Westseite des Nordturms ein. Der Schaden wurde noch von den Chorherren behoben.
In den Jahren 1913–1920 wurde die Kirche eingreifend erneuert, was auch den Charakter des Innenraums veränderte. Die Renovierung war u. a. nötig geworden, weil der Südturm 30 cm aus dem Lot gewichen war und sich bedenklich nach Westen neigte.
Das Kernmauerwerk wurde im 20. Jahrhundert in Betonbauweise und Ziegelmauerwerk erstellt und mit den alten Steinen verblendet bzw. die alten Steine in neuer Anordnung verbaut.

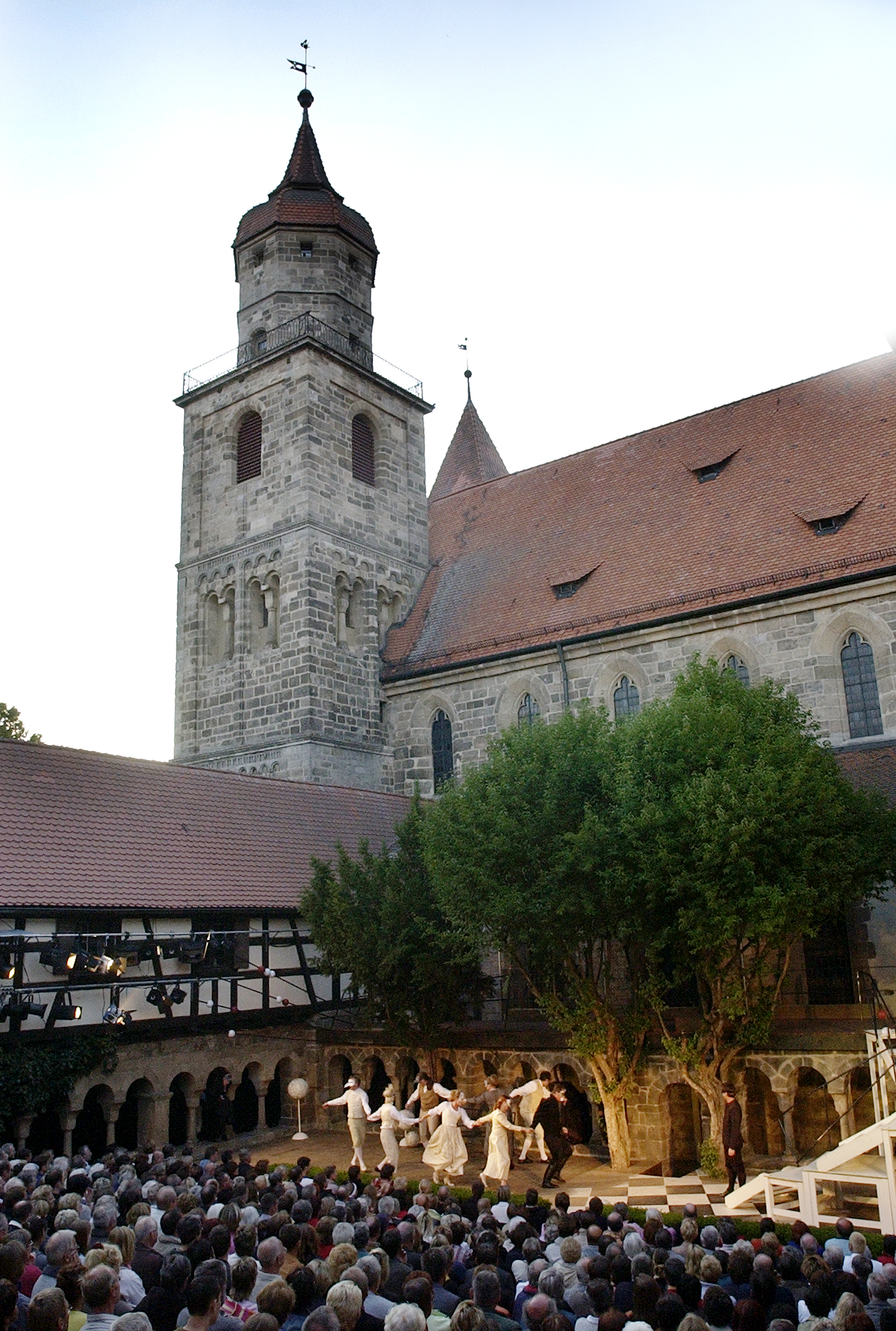
Südseite mit Kreuzgang
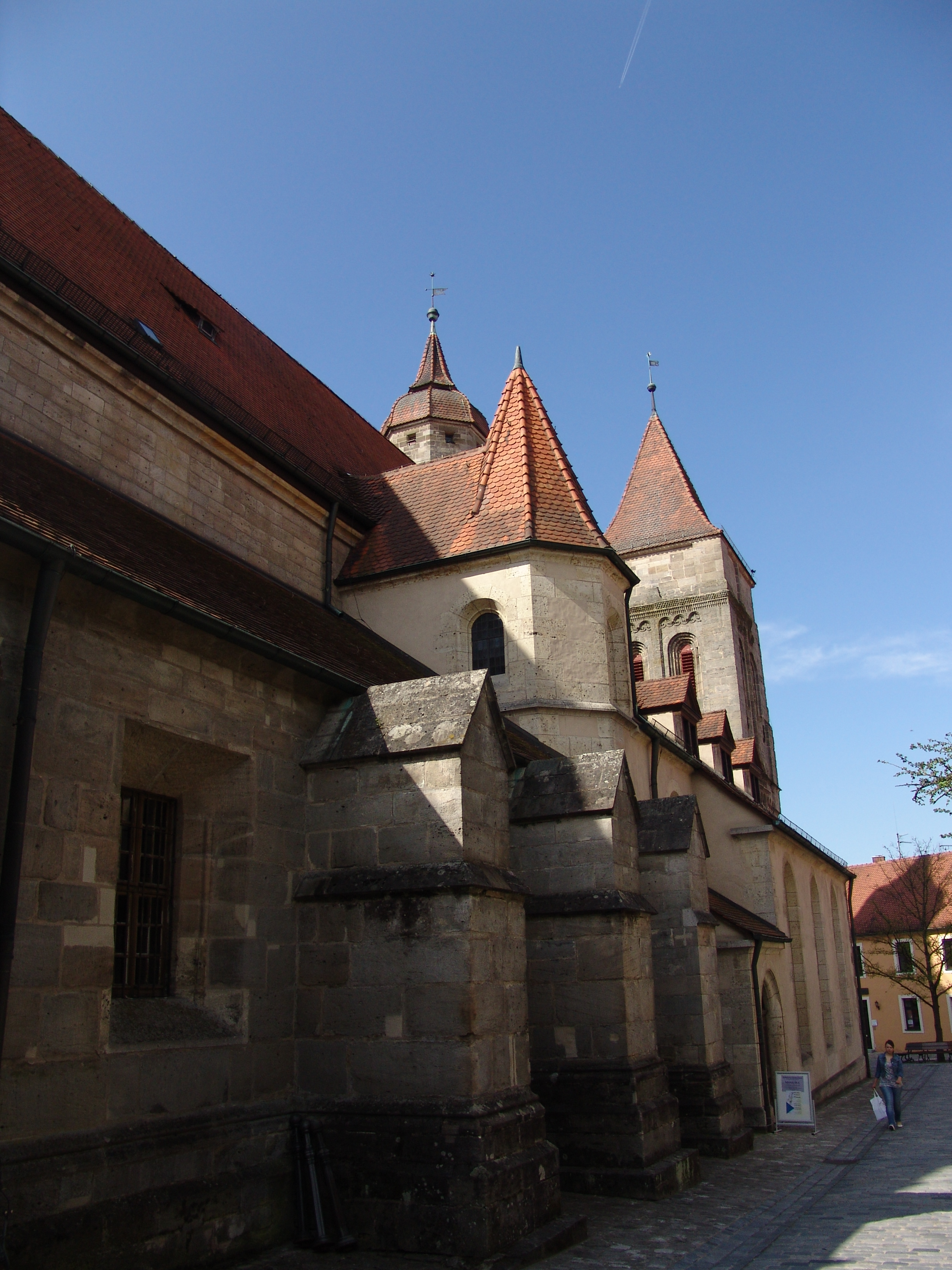
Nordseite mit verändertem Seitenschiff
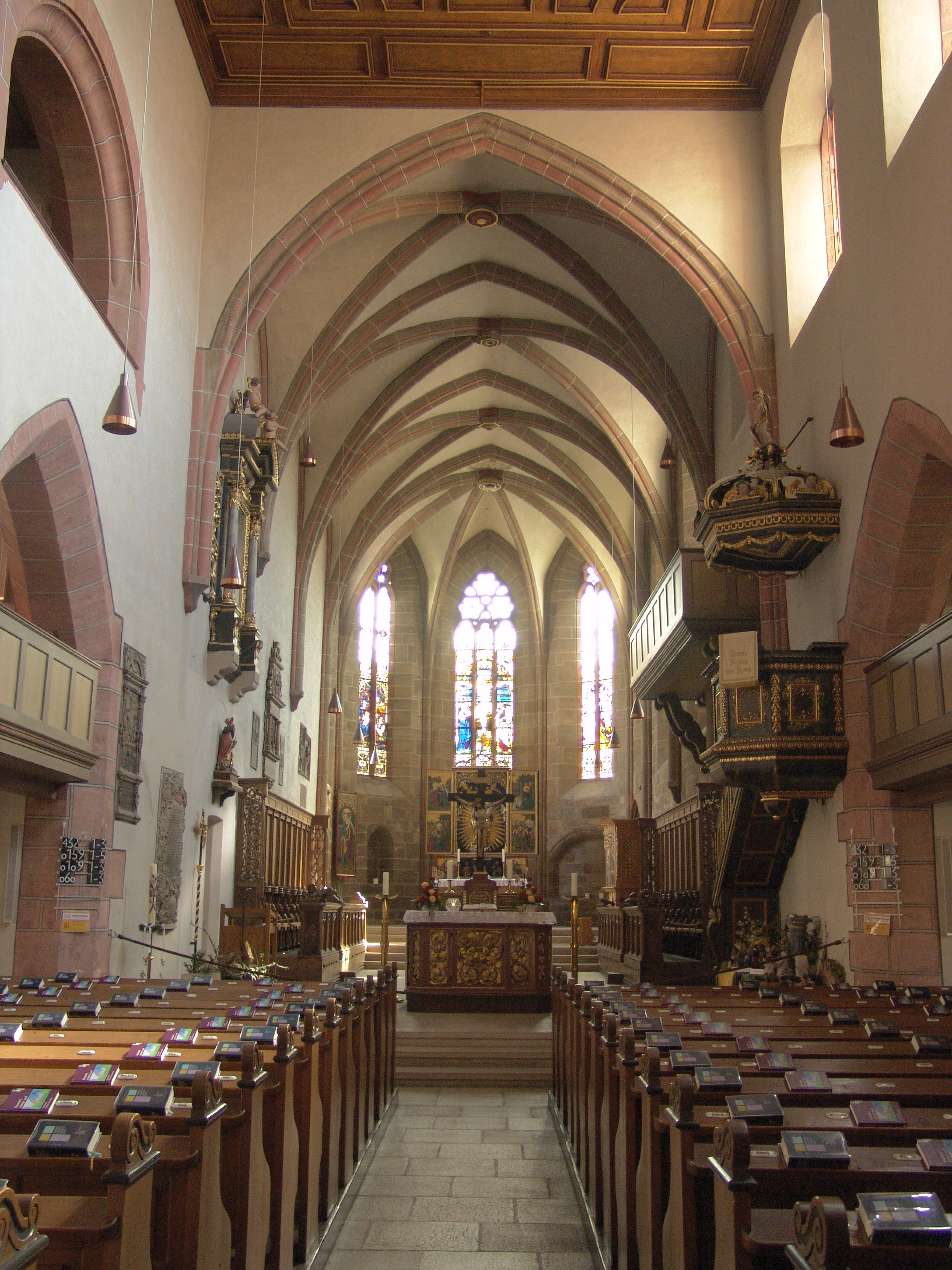
Schiff zum Chor
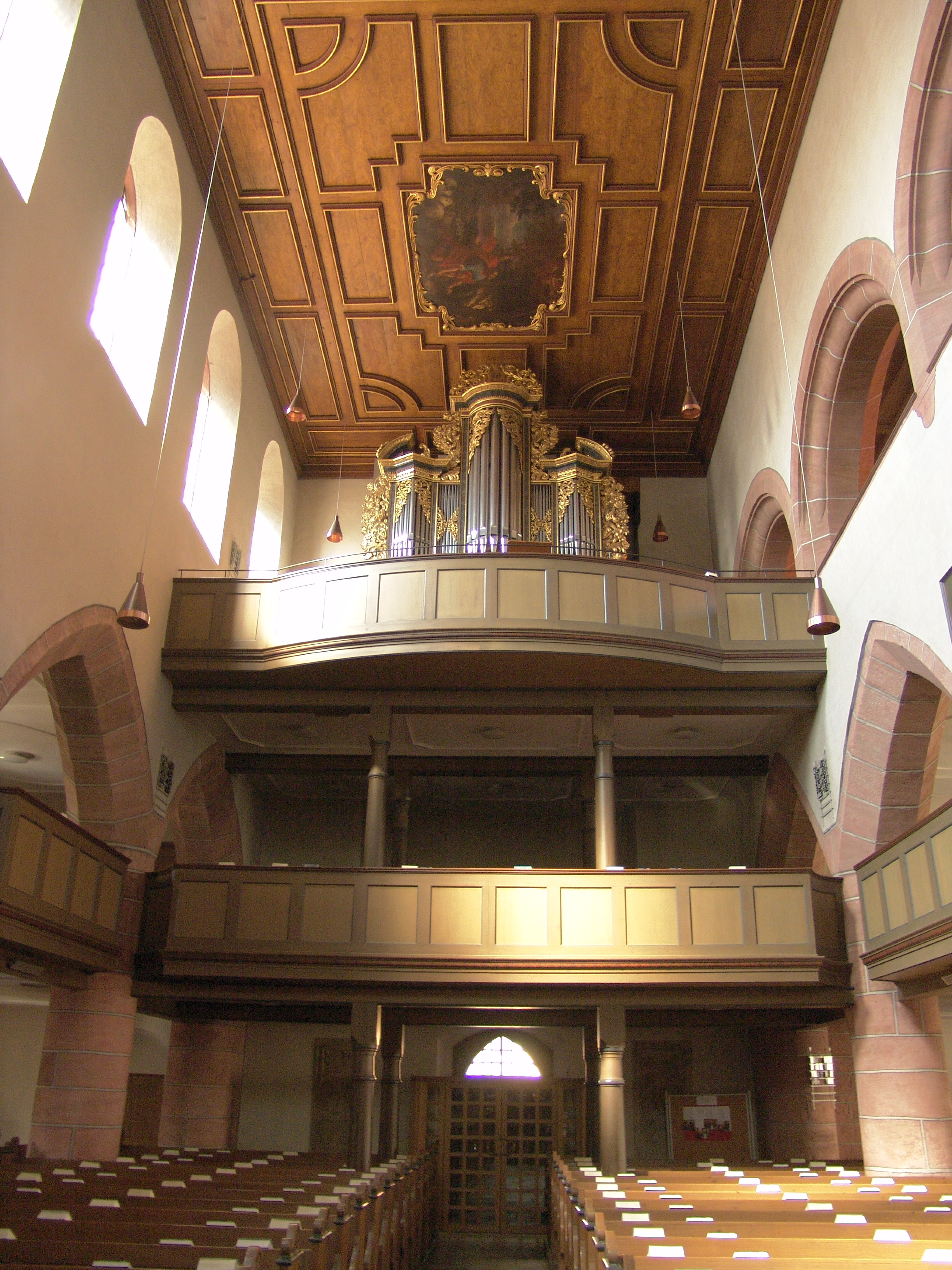
Schiff nach Westen

#### Kirchenraum
Beim Umbau blieb der basilikale Charakter des Kirchenschiffs auf der Nordseite erhalten, aber auf der Südseite wurde auf das Seitenschiff eine obere Empore gesetzt. Ihre Arkade wurde in romanischen Formen gestaltet, während die darunter gelegenen Seitenschiffsarkaden gotische Formen haben. So ist die Kirche jetzt halbseitig Staffelhalle oder Pseudobasilika, halbseitig Basilika.

#### Türme
Zur Stabilisierung erhielt der Südturm 1913/14 einen sog. Straußschen Rost, eingelegt in 80 sieben Meter tief gebohrten Löchern und ausgegossen mit Zement als Fundament (der Ort wird nicht umsonst Feuchtwangen benannt). Die Türe des Südturmes wurde damals von der Westseite auf die Südseite verlegt, es wurde auch die komplette Türmerwohnung mit den Nachschlagzügen zu den Glocken wieder eingebaut, obwohl schon zum damaligen Zeitpunkt kein Türmer mehr auf dem Turm wohnte (die Türmerwohnung geht auf die Sanierung im Jahre 1561 zurück). 1922 wurde der Türmerdienst abgeschafft. Zum Nachschlagen wurden auf dem Südturm vor der Renovierung die Glocken von 1320 und 1672 verwendet (zuerst auf der außen an der Ostseite angebrachten Glocke von 1672, danach nochmals auf der innen im Turm hängenden Evangelisten-Glocke von 1320), läutbar war damals nur die dritte Glocke im Turm von 1417. Der Südturm (Kranzturm) hat eine Höhe von 37,94 m, der Nordturm (Dicke Turm) ist 29,18 m hoch. Der romanische Nordturm hat ein Innenmaß an der Basis von 3,10 m × 3,30 m bei einer Mauerstärke von 1,50 m und 22 m Höhe bis zur Traufe.

### Chorgestühl und Altäre

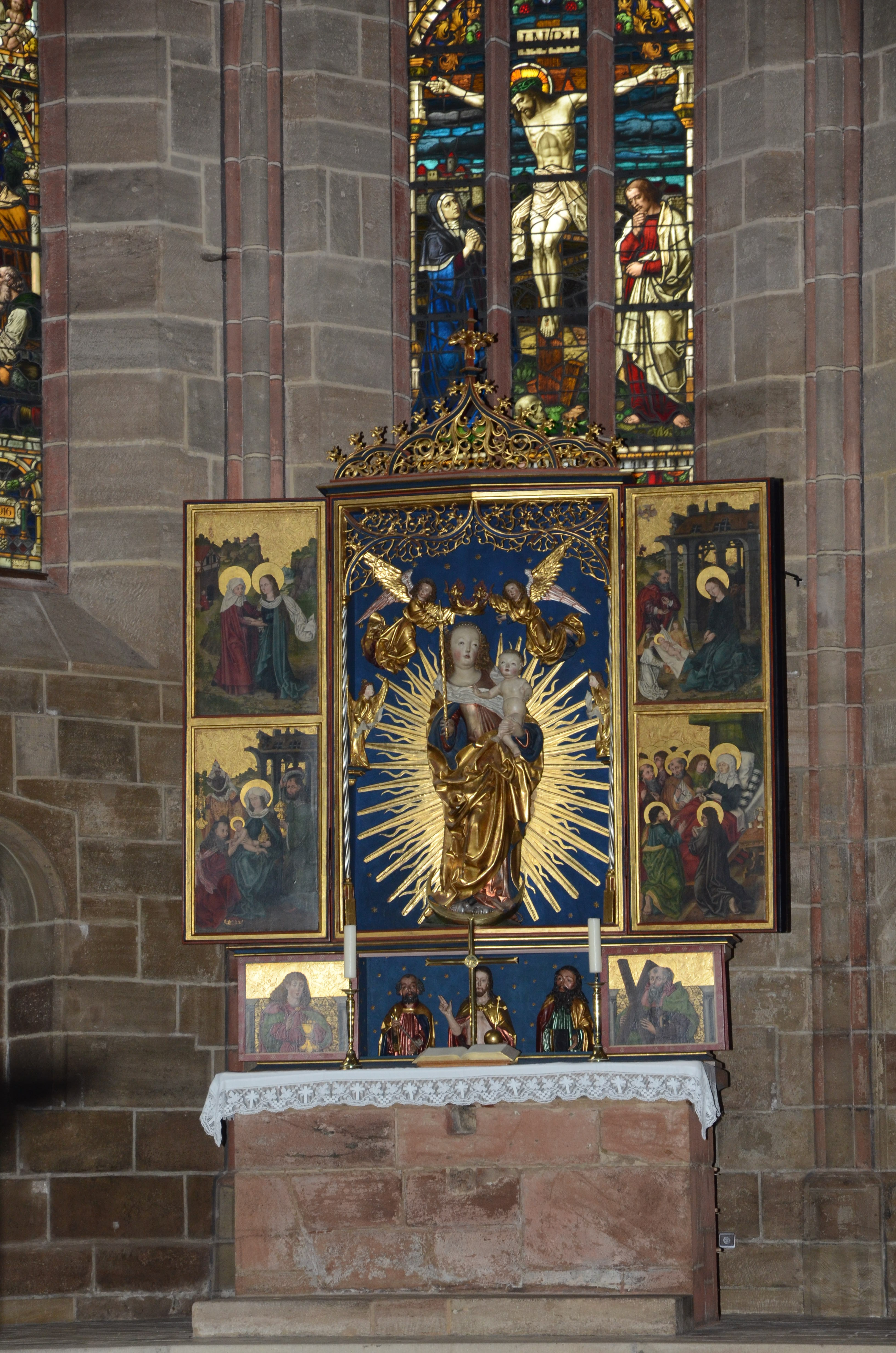
Marienaltar im Chor der Stiftskirche

Der Chor wurde im 15. Jahrhundert mit einem neuen Chorgestühl ausgestattet und aus der Werkstatt von Michael Wolgemut stammt laut den Stiftsrechnungen der neue Hauptaltar für diese Erweiterung. Der Meister stellte ihn persönlich in der Kirche am Tag der Brigitta (7. Oktober) 1483 auf. Er fand so großen Gefallen bei den Chorherren, dass zum vereinbarten Preis noch ein deutliches Trinkgeld aufgelegt wurde (in der Stiftsrechnung heißt es: 2 flor (enos, Gulden) propinaverunt domini ultra conventum percium pictori de Nurenberga in die Brigide, qui locavit tabulam novam ad chorum, que constetit 1 C et flor). Der Altar ist nicht mehr original erhalten, jedoch zeigt das Überkommene die Großartigkeit des Werkes. Im Altar-Schrein steht mit den Füßen auf der Mondsichel die Jungfrau Maria mit ungemein lieblichem Gesichtsausdruck, in der rechten Hand ein Zepter, auf dem linken Arm das Jesuskind haltend, das seine Hand segnend gegen die Gemeinde ausstreckt. Die geschlossenen Altarflügel stellen die Verkündigung dar, genau nach einem Kupferstich Martin Schongauers gemalt, dessen Stiche ja häufig von Malern als Vorlagen benützt wurden. Die Flügel werden noch heute in der Passions- und Adventszeit geschlossen. Bei geöffneten Türen zeigt sich links oben die Begegnung Marias mit Elisabeth, darunter die Anbetung der Weisen aus dem Morgenland, rechts oben die Geburt Jesu, darunter den Tod der Mariens, bei dem der Sage nach alle Apostel versammelt waren. Da nicht alle auf der Tafel Platz fanden, sind teilweise nur ihre Nimben dargestellt, zwischen denen ein Gesicht mit geschwollener Wange erscheint. Es ist ein Apostel, der das Rauchfass anbläst. Bei geschlossenen Predellatüren werden die vier Evangelisten in der Gestalt der vier großen Kirchenlehrer Gregor, Hieronymus, Ambrosius und Augustin gezeigt. An den Innenseiten ist St. Johannis mit dem Kelch, aus dem eine schwarze Schlange springt, und St. Andreas mit dem Schrägkreuz dargestellt. Zu beiden Seiten der Predella ist der deutsche Doppeladler und das Wappen Karls des Großen aufgemalt. Auf der Rückseite ist als Gesellenarbeit eine Schutzmantel-Madonna aufgemalt, die die Chorherren in ihrem Habit und den schwarz gekleideten Probst unter ihrem von zwei Engeln ausgebreiteten Mantel in ihre Obhut nimmt. Das halbrund geschnitzte Marienbild am Altar, über dem zwei Engel eine Krone halten, dürfte vielleicht der Maler Ulrich, der auch Bildschnitzer war und in Wohlgemuths Werkstatt arbeitete, hergestellt haben, zumindest ist es als Nürnberger Arbeit einzuordnen. Im Gegensatz zum Schwabacher Altar ist der Stiftskirchen-Altar in den Flügeln in reinen Bildern ausgeführt. Als einziger Bestandteil der Seitenaltäre der Kirche blieb die Statue von Karl dem Großen erhalten, jetzt an der nördlichen Seitenschiffwand angebracht.

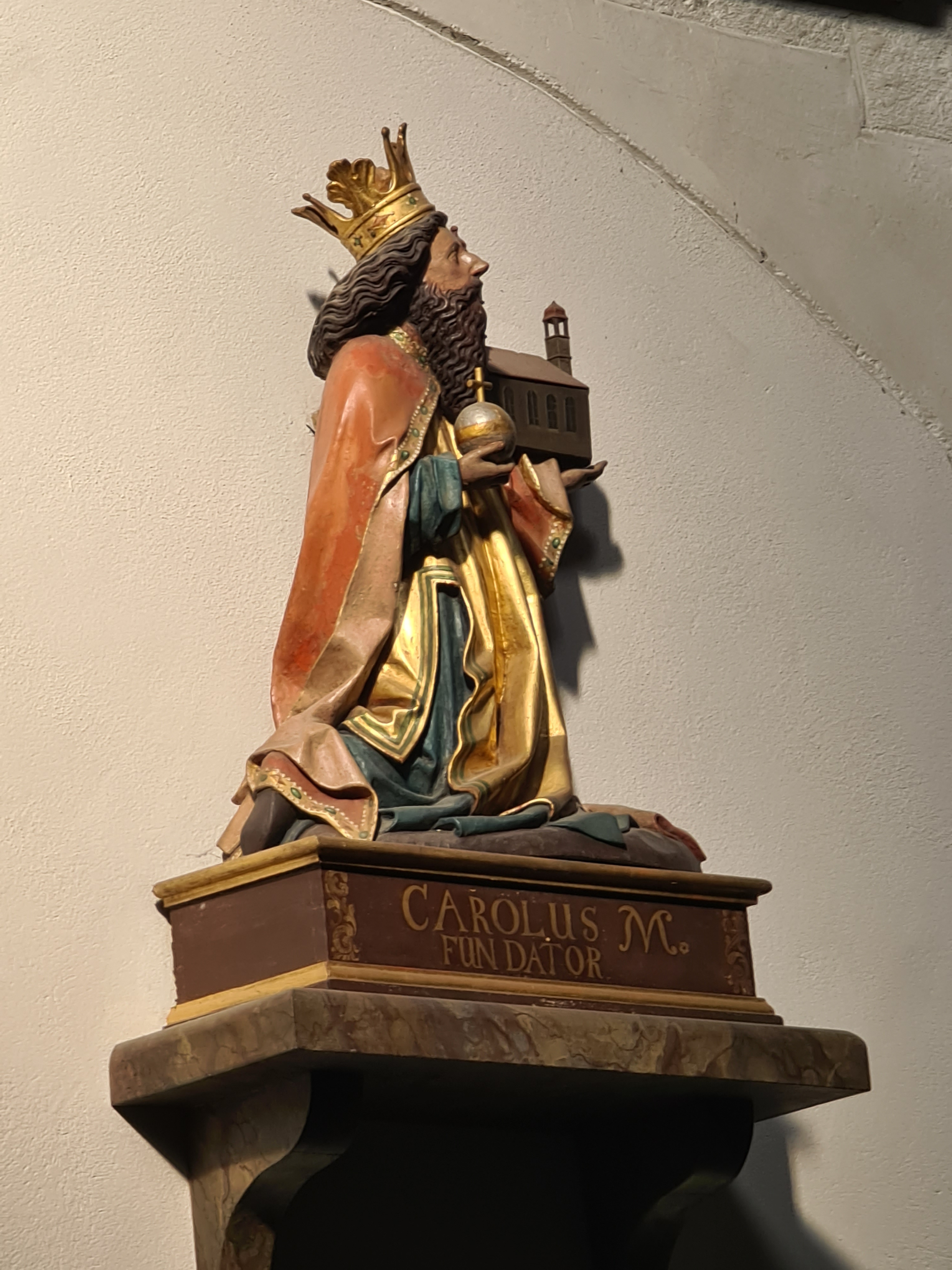

### Orgel

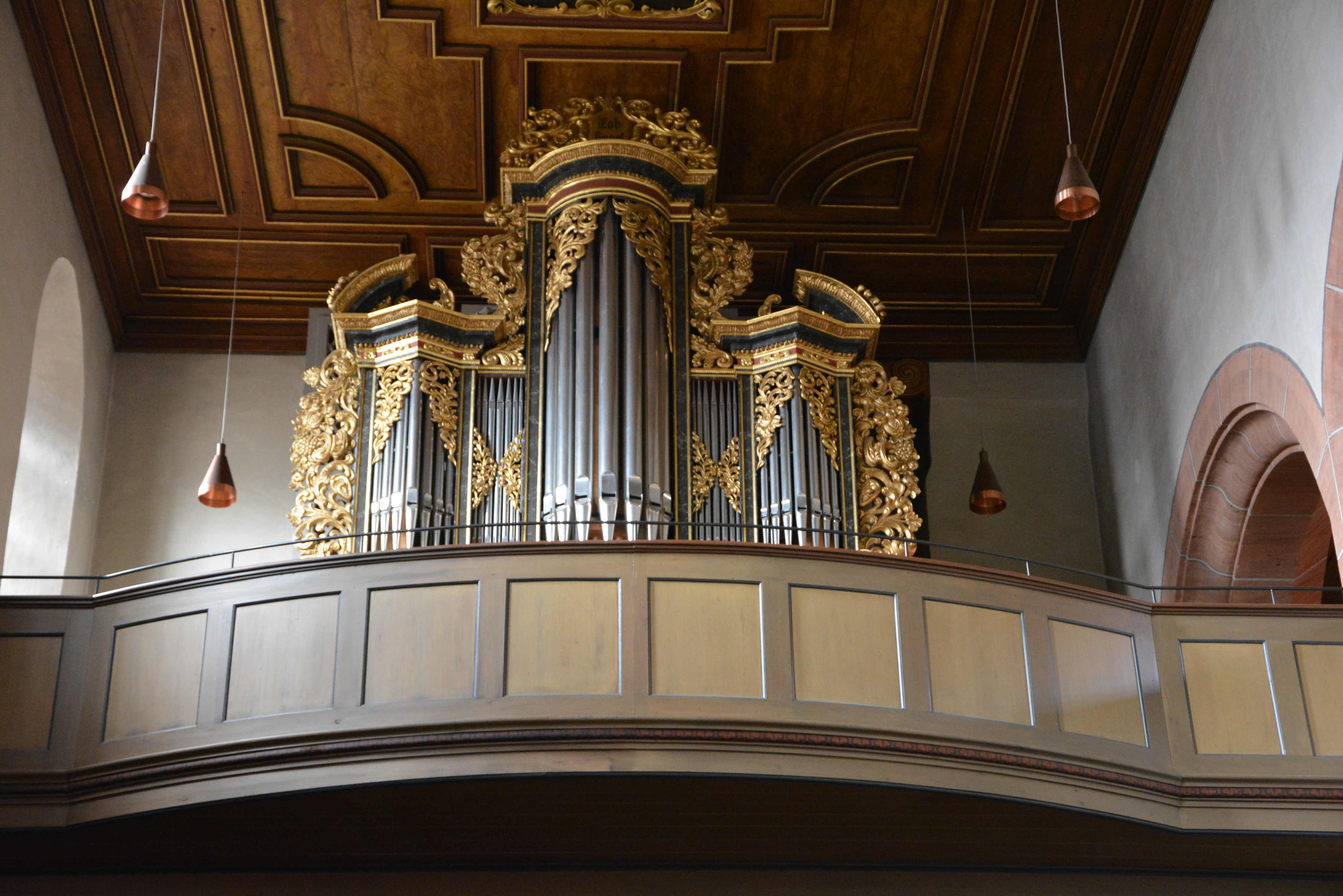
Blick auf die Orgel mit Gehäuse von 1706

Die Orgel wurde 1982 von der Werkstatt G. F. Steinmeyer & Co. in einem vorhandenen Orgelgehäuse aus dem Jahre 1706 erbaut. Das Schleifladen-Instrument hat 30 Register auf zwei Manualen und Pedal. Die Spiel- und Registertrakturen sind mechanisch.
Generalreinigung und Neuintonation erfolgte 2009 durch die Firma Lutz.
| I Hauptwerk C–g3 |               |        |
| 01.              | Bordun        | 16′    |
| 02.              | Prästant      | 08′    |
| 03.              | Rohrflöte     | 08′    |
| 04.              | Dulzflöte     | 08′    |
| 05.              | Oktave        | 04′    |
| 06.              | Blockflöte    | 04′    |
| 07.              | Oktave        | 02′    |
| 08.              | Mixtur IV–V 0 | 01 ⁄3′ |
| 09.              | Kornett I–V   | 08′    |
| 10.              | Trompete      | 08′    |
|                  | Tremulant     |        |

| II Schwellwerk C–g3 |                   |        |
| 11.                 | Gedeckt           | 08′    |
| 12.                 | Gambe             | 08′    |
| 13.                 | Prinzipal         | 04′    |
| 14.                 | Traversflöte      | 04′    |
| 15.                 | Sesquialtera II 0 | 02 ⁄3′ |
| 16.                 | Spitzflöte        | 02′    |
| 17.                 | Quinte            | 01 ⁄3′ |
| 18.                 | Scharff IV        | 01⁄2′  |
| 19.                 | Dulzian           | 16′    |
| 20.                 | Oboe              | 08′    |
| 21.                 | Schalmei          | 04′    |
|                     | Tremulant         |        |

| Pedal C–f1 |                 |     |
| 22.        | Kontrabass      | 16′ |
| 23.        | Subbass         | 16′ |
| 24.        | Oktave          | 08′ |
| 25.        | Spillpfeife     | 08′ |
| 26.        | Oktave          | 04′ |
| 27.        | Piccolo         | 02′ |
| 28.        | Rauschwerk IV 0 |     |
| 29.        | Posaune         | 16′ |
| 30.        | Trompete        | 08′ |

- Koppeln: II/I, I/P, II/P

### Glocken
In den beiden Türmen hängen insgesamt neun Läuteglocken, die z. T. historisch sehr wertvoll sind. Die älteste Glocke ist die Karlsglocke im Nordturm, die im frühen 13. Jahrhundert gegossen wurde, und den Namen des Klostergründers, Karl der Große, trägt. 2006 wurden im Uhrturm zwei Glocken aufgehängt, die die vollen Stunden und die Viertelstunden schlagen.
| Nr. | Name                          | Gussjahr | Gießer                                       | Masse (kg) | Ø (mm) | Nominal | Turm     |
| --- | ----------------------------- | -------- | -------------------------------------------- | ---------- | ------ | ------- | -------- |
| 1   | Christusglocke                | 1996     | Bachert, Heilbronn                           | 1.847      |        | d1      | Südturm  |
| 2   | Abendglocke                   | 1417     | Seifridus (II), Nürnberg                     | 400        | 1.300  | fis1    | Südturm  |
| 3   | Marienglocke                  | 1420     |                                              | 850        | 1.080  | a1      | Südturm  |
| 4   | Mittags- und Vaterunserglocke | 1977     | Gebr. Bachert, Bad Friedrichshall-Kochendorf | 456        |        | h1      | Südturm  |
| 5   | Chorherrenglocke              | 1443     | Mag. Conradus Gnoczhamer (I), Nürnberg       | 270        | 750    | d2      | Südturm  |
| 6   | Stifts-Taufglocke             | 1996     | Bachert Heilbronn                            | 168        |        | e2      | Südturm  |
| 7   | Karlsglocke                   | 1250     |                                              | 175        | 635    | fis2    | Nordturm |
| 8   | Markgrafenglocke              | 1672     | Stefan Bruncler und Johannes Arnoldt         | 60         | 450    | a2      | Nordturm |
| 9   | Stiftsherrenglocke            | 1420     |                                              | 50         |        | d3      | Nordturm |
|     | Stundenglocke                 | 2006     |                                              | 134        |        | g2      | Uhrturm  |
|     | Viertelstundenglocke          | 2006     |                                              | 41         |        | d3      | Uhrturm  |

Die Läuteordnung der Stiftskirche sieht für nur drei Tage im Jahreskreis ein Vollgeläut mit allen neun Glocken vor.

## Geografisches Umfeld
Der Radenzgau stößt im Süden mit der Regnitz, der fränkischen Schwabach und der Pegnitz an den Nordgau. Die Fränkische Schwabach ist zugleich Grenze zum Sualafeld. Ein Altweg führt von Feuchtwangen über den Schleifenberg hinaus und weiter über St. Ulrich, Metzlesberg, die Obere Lottermühle, Schwaighausen, Langfurth und Ammelbruch bis hin zum Limestor bei Dühren. Zum Teil fällt dieser Altweg mit der Grenze des ehemaligen Landgerichtes Graisbach gegen die Grafschaft Oettingen zusammen, die nach den Grenzbeschreibungen von 1315, 1419 und 1594 auf den Westgiebel der Feuchtwanger Stiftskirche als Festpunkt hinzieht. Dieser Weg scheidet die fränkischen Gaue Sualafeld und Riesgau, aus denen die Grafschaften Graisbach und Oettingen hervorgingen, und muss demnach vorfränkisch sein.